# Școala Japoneză din București
Școala Japoneză din București (japoneză ブカレスト日本人学校 – Bukaresuto Nihonjin Gakkō) este o școală internațională japoneză, singura patronată de asociațiile româno-japoneze.. Este situată în Voluntari, lângă București. Anterior ea a fost situată chiar în București, pe str. A. Contantinescu, nr. 61. Școala este afiliată Ambasadei Japoniei în România.

## Istoric
În decembrie 1975 comunitatea japoneză din București a cerut deschiderea unei școli japoneze pentru comunitate, pentru care a primit autorizație din partea guvernului japonez în 1977.
Școala s-a deschis în 1979. Școala primește fonduri de la guvernul japonez și din taxe de școlarizare. În 2005 taxa lunară era de 270 EUR. O condiție necesară pentru înscriere este ca elevul să vorbească limba japoneză.

## Activitate didactică
În 1986 școala a avut 32 de elevi, iar în 2005 21. În 2006 erau 20 de elevi, în medie câte 3 într-o clasă.
Părinții elevilor sunt angajați ai diferitelor companii, proprietari de restaurante cu specific japonez, diplomați și profesori. După clasa a IX-a, elevii își urmează studiile liceale la școli internaționale din România sau din străinătate. Directorul școlii, Minoru Nishida, a spus în 2005 că numărul de elevi a fluctuat în funcție de oportunitățile de afaceri din România; în 1986 în România a fost un aflux de oameni de afaceri japonezi, ceea ce a dus la creșterea numărului de elevi.

## Activitate recreativă
Școala organizează un festival de toamnă.